# راما داما

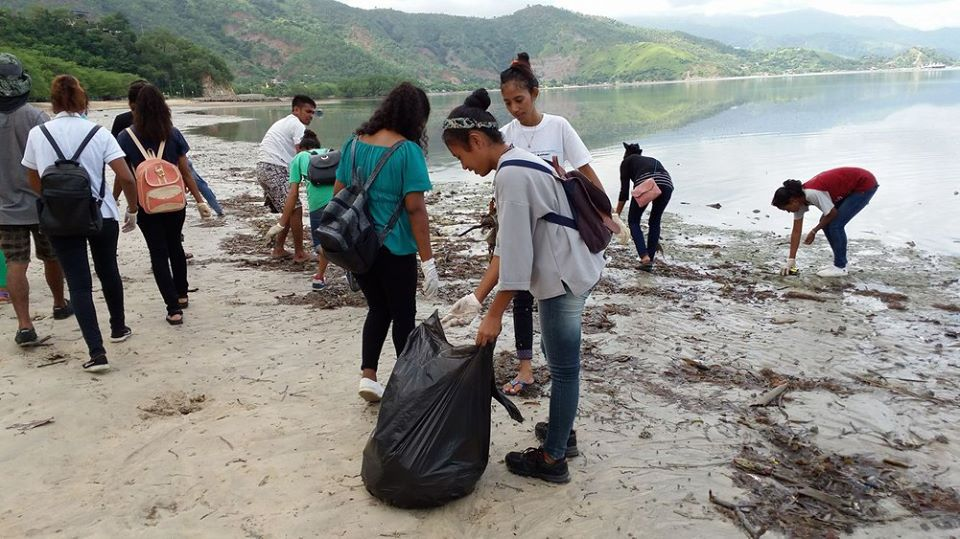
"راما داما" في تيمور الشرقية

راما داما أو راماداما (بافاري: «نحن ننظف!») وتعني بالبافارية «حملة تنظيف منظمة»، وجمع النفايات من الأماكن العامة (في كلا المناطق الطبيعية والسكنية) من خلال المشاركة الطوعية للسكان. فإما المجتمعات فهي التي تدير المؤسسة أو المدارس، أو الجمعيات، أو من خلال مبادرة من المواطنين.  

## معلومات أساسية
وتمت دعوة توماس ويمر، عمدة ميونيخ آنذاك، بتاريخ 29 آب/ أكتوبر من عام 1949 لراما داما للمرة الأولى. كانت الحملة تتعلق بالقضاء على أضرار الحرب والصخور من المدينة. لبى أكثر من 7500 متطوع النداء، حتى ويمر ساعدهم باستخدام المجرفة. وبصورة إجمالية، تم جمع أكثر من 15000 متر مكعب من الحطام. وظل هذا المصطلح كتسمية للترتيب الشرفي المشترك.
كما يوجد أيضا نشاطات تطوعية مماثلة لتنظيف القمامة خارج بافاريا.  

## الوصلات الخارجية
- تنظيف المخاطر البيولوجية